# ADHD (rapgroep)
ADHD, voluit Aanbevolen Dagelijkse Hoeveelheid Dopeness, is een Nederlandse rapformatie, die zich bezighield met Nederlandstalige hiphop. De groep bestond uit Brainpower (rapper), Dicecream (rapper), Man!ak (rapper-producer-dj) en DJ TLM (dj).

## Geschiedenis
ADHD werd opgericht in 2003. In 2004 kwam het album Aanbevolen Dagelijkse Hoeveelheid Dopeness uit, dat een succesvol platform voor opkomende artiesten bleek, zoals Lange Frans en Lexay. ADHD bracht twee singles uit, "Beng je hoofd" en "Shouf Shouf Habibi!", de titelsong van de gelijknamige film. Ook bij schoenenfabrikant Converse bleef het succes niet onopgemerkt: het merk produceerde een speciale schoen in beperkte oplage met het ADHD-logo op de hiel. Deze schoen was snel uitverkocht. Na het album en de optredens, begonnen de leden van ADHD ieder te werken aan hun solocarrière. De groep is officieel niet uit elkaar, maar het is onduidelijk of men ooit nog een album kan verwachten.

## Discografie

### Singles
- 2004 - "Beng je hoofd"
- 2004 - "Shouf Shouf Habibi!"

### Albums
- 2004 - Aanbevolen Dagelijkse Hoeveelheid Dopeness